# Fredrik Aursnes
Fredrik Aursnes (Hareid, 10 dicembre 1995) è un calciatore norvegese, centrocampista del Benfica.

## Carriera

### Club
Aursnes ha giocato per due stagioni con la prima squadra dell'Hareid, per trasferirsi poi all'Hødd a partire dal 2012, in prova. Il 9 marzo, l'Hødd ha annunciato sul proprio sito ufficiale che il giocatore aveva firmato un contratto triennale con il club. Ha esordito nella 1. divisjon in data 22 aprile 2012, schierato titolare nella vittoria casalinga per 2-1 sul Bodø/Glimt. Il 27 settembre dello stesso anno, ha realizzato la prima rete con questa maglia: è andato a segno nella semifinale del Norgesmesterskapet 2012, vinta per 3-1 contro il Brann. Successivamente, ha disputato anche la finale del torneo, vinta ai tiri di rigore contro il Tromsø, dopo che i tempi regolamentari si erano chiusi sul punteggio di 1-1.
Il 7 maggio 2013, ha rinnovato il contratto che lo legava all'Hødd per altre tre stagioni. Il 28 aprile successivo ha siglato il primo gol in campionato per la squadra, sancendo la vittoria per 1-0 sullo Stabæk. In virtù del successo nel Norgesmesterskapet dell'anno precedente, l'Hødd ha partecipato all'Europa League 2013-2014: il 18 luglio, quindi, Aursnes ha esordito nelle competizioni europee per club, venendo impiegato da titolare nella vittoria per 1-0 sull'Aqtöbe, in una sfida valida per il primo turno di qualificazione alla manifestazione. La formazione kazaka ha avuto la meglio nel doppio confronto, aggiudicandosi la sfida di ritorno col punteggio di 2-0.
Il 18 luglio 2014 ha ulteriormente rinnovato il contratto che lo legava all'Hødd, fissando la nuova scadenza al termine del 2017.
Il 1º dicembre 2015, il Molde ha ufficialmente comunicato d'aver ingaggiato Aursnes, che si è legato al nuovo club con un contratto quadriennale valido a partire dal 1º gennaio 2016, data di riapertura del calciomercato locale. Ha esordito in Eliteserien in data 17 marzo, schierato titolare nel pareggio per 1-1 con il Tromsø, partita in cui ha trovato anche la prima rete in squadra. Ha totalizzato 25 presenze e 3 gol nel corso di questa stagione, tra campionato e coppa.
L'8 agosto 2021 è stata resa nota la sua cessione agli olandesi del Feyenoord.
Il 24 agosto 2022 viene acquistato dal Benfica.

### Nazionale
Conta 2 presenze per la Norvegia under 18. Il 24 settembre 2014, Aursnes è stato convocato per la prima volta nella Norvegia under 21 dal commissario tecnico Leif Gunnar Smerud in vista delle partite amichevoli contro Irlanda e Ungheria. Ha esordito il 9 ottobre, subentrando a Mohamed Elyounoussi nella vittoria per 4-1 sulla formazione irlandese. Il 13 giugno 2015, è stato schierato titolare nella vittoria per 2-0 contro la formazione bosniaca, sfida valida per le qualificazioni al campionato europeo di categoria del 2017. Il 13 giugno 2015, è stato schierato titolare nella vittoria per 2-0 contro la formazione bosniaca, sfida valida per le qualificazioni al campionato europeo di categoria del 2017: è stato autore della rete che ha fissato il punteggio sul risultato finale.
Il 6 giugno 2021 esordisce in nazionale maggiore in amichevole contro la Grecia. Il 12 ottobre 2023 realizza il suo primo gol per la selezione norvegese nel successo per 0-4 in casa di Cipro.

## Statistiche

### Presenze e reti nei club
Statistiche aggiornate al 5 febbraio 2025.
| Stagione         | Club             | Campionato       | Campionato | Campionato | Coppe nazionali | Coppe nazionali | Coppe nazionali | Coppe continentali | Coppe continentali | Coppe continentali | Supercoppe | Supercoppe | Supercoppe | Totale | Totale |
| Stagione         | Club             | Comp             | Pres       | Reti       | Comp            | Pres            | Reti            | Comp               | Pres               | Reti               | Comp       | Pres       | Reti       | Pres   | Reti   |
| ---------------- | ---------------- | ---------------- | ---------- | ---------- | --------------- | --------------- | --------------- | ------------------ | ------------------ | ------------------ | ---------- | ---------- | ---------- | ------ | ------ |
| 2010             | Hareid           | 4D               | ?          | ?          | CN              | ?               | ?               | -                  | -                  | -                  | -          | -          | -          | ?      | ?      |
| 2011             | Hareid           | 4D               | ?          | ?          | CN              | ?               | ?               | -                  | -                  | -                  | -          | -          | -          | ?      | ?      |
| Totale Hareid    | Totale Hareid    | Totale Hareid    | ?          | ?          |                 | ?               | ?               |                    | -                  | -                  |            | -          | -          | ?      | ?      |
| 2012             | Hødd             | 1D               | 25         | 0          | CN              | 5               | 1               | -                  | -                  | -                  | -          | -          | -          | 30     | 1      |
| 2013             | Hødd             | 1D               | 27+1       | 2+0        | CN              | 2               | 0               | UEL                | 2                  | 0                  | -          | -          | -          | 32     | 2      |
| 2014             | Hødd             | 1D               | 27         | 6          | CN              | 1               | 0               | -                  | -                  | -                  | -          | -          | -          | 28     | 6      |
| 2015             | Hødd             | 1D               | 27+1       | 3+0        | CN              | 4               | 0               | -                  | -                  | -                  | -          | -          | -          | 32     | 3      |
| Totale Hødd      | Totale Hødd      | Totale Hødd      | 106+2      | 11+0       |                 | 12              | 1               |                    | 2                  | 0                  |            | -          | -          | 122    | 12     |
| 2016             | Molde            | ES               | 23         | 3          | CN              | 2               | 0               | UEL                | -                  | -                  | -          | -          | -          | 25     | 3      |
| 2017             | Molde            | ES               | 27         | 1          | CN              | 2               | 0               | -                  | -                  | -                  | -          | -          | -          | 29     | 1      |
| 2018             | Molde            | ES               | 29         | 9          | CN              | 1               | 0               | UEL                | 7                  | 2                  | -          | -          | -          | 37     | 11     |
| 2019             | Molde            | ES               | 30         | 1          | CN              | 1               | 0               | UEL                | 8                  | 1                  | -          | -          | -          | 39     | 2      |
| 2020             | Molde            | ES               | 27         | 3          | -               | -               | -               | UCL+UEL            | 5+10               | 0+0                | -          | -          | -          | 42     | 3      |
| 2021             | Molde            | ES               | 15         | 1          | CN              | 1               | 0               | UECL               | 3                  | 0                  | -          | -          | -          | 19     | 1      |
| Totale Molde     | Totale Molde     | Totale Molde     | 149        | 18         |                 | 7               | 0               |                    | 33                 | 3                  |            | -          | -          | 191    | 21     |
| 2021-2022        | Feyenoord        | ED               | 33         | 1          | CO              | 1               | 0               | UECL               | 13                 | 0                  | -          | -          | -          | 47     | 1      |
| ago. 2022        | Feyenoord        | ED               | 2          | 0          | CO              | -               | -               | UEL                | -                  | -                  | -          | -          | -          | 2      | 0      |
| Totale Feyenoord | Totale Feyenoord | Totale Feyenoord | 35         | 1          |                 | 1               | 0               |                    | 13                 | 0                  |            |            |            | 49     | 1      |
| ago. 2022-2023   | Benfica          | PL               | 28         | 2          | CP+CdL          | 1+3             | 0+0             | UCL                | 10                 | 1                  |            |            |            | 42     | 3      |
| 2023-2024        | Benfica          | PL               | 33         | 2          | CP+CdL          | 6+3             | 2+0             | UCL+UEL            | 6+6                | 0+0                | SP         | 1          | 0          | 55     | 4      |
| 2024-2025        | Benfica          | PL               | 28         | 3          | CP+CdL          | 3+3             | 0+0             | UCL                | 6                  | 0                  | -          | -          | -          | 40     | 3      |
| Totale Benfica   | Totale Benfica   | Totale Benfica   | 89         | 7          |                 | 19              | 2               |                    | 28                 | 1                  |            | 1          | 0          | 137    | 10     |
| Totale carriera  | Totale carriera  | Totale carriera  | 383+       | 37+        |                 | 39+             | 3+              |                    | 74                 | 3                  |            | 1          | 0          | 497+   | 43+    |

### Cronologia presenze e reti in nazionale
| Cronologia completa delle presenze e delle reti in nazionale ― Norvegia | Cronologia completa delle presenze e delle reti in nazionale ― Norvegia | Cronologia completa delle presenze e delle reti in nazionale ― Norvegia | Cronologia completa delle presenze e delle reti in nazionale ― Norvegia | Cronologia completa delle presenze e delle reti in nazionale ― Norvegia | Cronologia completa delle presenze e delle reti in nazionale ― Norvegia | Cronologia completa delle presenze e delle reti in nazionale ― Norvegia | Cronologia completa delle presenze e delle reti in nazionale ― Norvegia |
| Data                                                                    | Città                                                                   | In casa                                                                 | Risultato                                                               | Ospiti                                                                  | Competizione                                                            | Reti                                                                    | Note                                                                    |
| ----------------------------------------------------------------------- | ----------------------------------------------------------------------- | ----------------------------------------------------------------------- | ----------------------------------------------------------------------- | ----------------------------------------------------------------------- | ----------------------------------------------------------------------- | ----------------------------------------------------------------------- | ----------------------------------------------------------------------- |
| 6-6-2021                                                                | Malaga                                                                  | Norvegia                                                                | 1 – 2                                                                   | Grecia                                                                  | Amichevole                                                              | -                                                                       | 69’                                                                     |
| 7-9-2021                                                                | Oslo                                                                    | Norvegia                                                                | 5 – 1                                                                   | Gibilterra                                                              | Qual. Mondiali 2022                                                     | -                                                                       | 81’                                                                     |
| 8-10-2021                                                               | Istanbul                                                                | Turchia                                                                 | 1 – 1                                                                   | Norvegia                                                                | Qual. Mondiali 2022                                                     | -                                                                       | 75’                                                                     |
| 11-10-2021                                                              | Oslo                                                                    | Norvegia                                                                | 2 – 0                                                                   | Montenegro                                                              | Qual. Mondiali 2022                                                     | -                                                                       | 46’                                                                     |
| 25-3-2022                                                               | Oslo                                                                    | Norvegia                                                                | 2 – 0                                                                   | Slovacchia                                                              | Amichevole                                                              | -                                                                       | 71’                                                                     |
| 29-3-2022                                                               | Oslo                                                                    | Norvegia                                                                | 9 – 0                                                                   | Armenia                                                                 | Amichevole                                                              | -                                                                       | 46’ 90’                                                                 |
| 2-6-2022                                                                | Belgrado                                                                | Serbia                                                                  | 0 – 1                                                                   | Norvegia                                                                | UEFA Nations League 2022-2023 - 1º turno                                | -                                                                       | 3’ 76’                                                                  |
| 9-6-2022                                                                | Oslo                                                                    | Norvegia                                                                | 0 – 0                                                                   | Slovenia                                                                | UEFA Nations League 2022-2023 - 1º turno                                | -                                                                       | 46’                                                                     |
| 24-9-2022                                                               | Lubiana                                                                 | Slovenia                                                                | 2 – 1                                                                   | Norvegia                                                                | UEFA Nations League 2022-2023 - 1º turno                                | -                                                                       | 71’                                                                     |
| 27-9-2022                                                               | Oslo                                                                    | Norvegia                                                                | 0 – 2                                                                   | Serbia                                                                  | UEFA Nations League 2022-2023 - 1º turno                                | -                                                                       | 58’                                                                     |
| 25-3-2023                                                               | Malaga                                                                  | Spagna                                                                  | 3 – 0                                                                   | Norvegia                                                                | Qual. Euro 2024                                                         | -                                                                       |                                                                         |
| 28-3-2023                                                               | Tbilisi                                                                 | Georgia                                                                 | 1 – 1                                                                   | Norvegia                                                                | Qual. Euro 2024                                                         | -                                                                       |                                                                         |
| 17-6-2023                                                               | Oslo                                                                    | Norvegia                                                                | 1 – 2                                                                   | Scozia                                                                  | Qual. Euro 2024                                                         | -                                                                       | 84’                                                                     |
| 20-6-2023                                                               | Oslo                                                                    | Norvegia                                                                | 3 – 1                                                                   | Cipro                                                                   | Qual. Euro 2024                                                         | -                                                                       | 18’ 88’                                                                 |
| 7-9-2023                                                                | Oslo                                                                    | Norvegia                                                                | 6 – 0                                                                   | Giordania                                                               | Amichevole                                                              | -                                                                       |                                                                         |
| 12-9-2023                                                               | Oslo                                                                    | Norvegia                                                                | 2 – 1                                                                   | Georgia                                                                 | Qual. Euro 2024                                                         | -                                                                       |                                                                         |
| 12-10-2023                                                              | Larnaca                                                                 | Cipro                                                                   | 0 – 4                                                                   | Norvegia                                                                | Qual. Euro 2024                                                         | 1                                                                       | 88’                                                                     |
| 15-10-2023                                                              | Oslo                                                                    | Norvegia                                                                | 0 – 1                                                                   | Spagna                                                                  | Qual. Euro 2024                                                         | -                                                                       | 77’                                                                     |
| 16-11-2023                                                              | Oslo                                                                    | Norvegia                                                                | 2 – 0                                                                   | Fær Øer                                                                 | Amichevole                                                              | -                                                                       | 46’                                                                     |
| 19-11-2023                                                              | Glasgow                                                                 | Scozia                                                                  | 3 – 3                                                                   | Norvegia                                                                | Qual. Euro 2024                                                         | -                                                                       | 60’                                                                     |
| Totale                                                                  |                                                                         | Presenze                                                                | 20                                                                      |                                                                         | Reti                                                                    | 1                                                                       |                                                                         |

## Palmarès

### Club

#### Competizioni nazionali
- Campionato norvegese: 1

Molde: 2019
- Coppa di Norvegia: 1

Hødd: 2012
- Campionato portoghese: 1

Benfica: 2022-2023
- Supercoppa di Portogallo: 2

Benfica: 2023, 2025
- Coppa di Lega portoghese: 1

Benfica: 2024-2025